# 小亞歷山德里夫卡 (斯卡多夫斯克區)
46°21′55″N 33°6′48″E / 46.36528°N 33.11333°E
小亞歷山德里夫卡（烏克蘭語：Малоолександрівка）是位於烏克蘭南部的村莊，由赫爾松州斯卡多夫斯克區的斯卡多夫斯克市鎮負責管轄。該村面積0.36平方公里，海拔高度16米，2001年人口163，人口密度每平方公里452.8人。